# Hypecoum zhukanum
Hypecoum zhukanum är en vallmoväxtart som beskrevs av Lidén. Hypecoum zhukanum ingår i släktet fjärilsrökar, och familjen vallmoväxter. Inga underarter finns listade i Catalogue of Life.